# Robert Plant
Robert Anthony Plant (West Bromwich, Inglaterra, 20 de agosto de 1948) es un músico, compositor y productor británico, conocido principalmente por haber sido cantante de la banda de rock Led Zeppelin desde su fundación en 1968 hasta su separación en 1980.
Influenciado por varios artistas estadounidenses de blues y rock and roll, a principios de los años 1960 comenzó su carrera como vocalista en algunas bandas inglesas, en las que además tocaba ocasionalmente la guitarra y la armónica. En 1968 fue uno de los miembros fundadores de Led Zeppelin, en la que grabó ocho álbumes de estudio hasta 1980 y un disco posterior a la separación de la banda publicado en 1982. Gracias a su presencia escénica y vestimenta creó una de las imágenes más icónicas de la historia del rock y debido a su particular estilo vocal es considerado por la Enciclopedia Británica como el creador del sonido que definió la voz del hard rock y heavy metal. En 1975 sufrió un grave accidente automovilístico junto con su familia y dos años después murió repentinamente su hijo Karac de cinco años de edad, hechos que redujeron considerablemente las actividades de la banda en la segunda parte de los setenta. Luego de la publicación de In Through the Out Door en 1979 y un par de presentaciones al año siguiente, la agrupación oficializó su separación el 4 de diciembre de 1980 tras el fallecimiento del baterista John Bonham acontecido casi tres meses antes.
En 1982 inició su carrera solista con la publicación de Pictures at Eleven, que alcanzó el puesto 2 en la UK Albums Chart del Reino Unido. Desde entonces y hasta 1993, publicó otros cinco álbumes de estudio con un sonido orientado principalmente al rock y al hard rock. A mediados de ese mismo año creó el dúo Page & Plant, junto con su amigo y guitarrista Jimmy Page, con la cual publicó el disco en vivo No Quarter (1994) y el de estudio Walking into Clarksdale (1998). A fines de la década y hasta principios de 2001 se alejó de los grandes escenarios para sentir el impulso más íntimo de la música, realizando conciertos en pequeños clubes con la agrupación Priory of Brion. Más tarde, regresó a la escena internacional con su nueva banda de apoyo Strange Sensation con la que grabó los discos Dreamland (2002) y Mighty ReArranger (2005), y en 2007 grabó Raising Sand con la cantante bluegrass-country Alison Krauss, con la que ganó los seis premios Grammy a los que fue nominado. Posteriormente, publicó tres producciones con dos bandas diferentes: Band of Joy (2010) con el grupo homónimo, y Lullaby and...The Ceaseless Roar (2014) y Carry Fire (2017) con The Sensational Space Shifters.
Robert Plant, mediáticamente conocido como The Golden God, es considerado como uno de los músicos más importantes e influyentes de la historia. Al respecto, es incluido habitualmente en las listas de los mejores cantantes como por ejemplo en 2006 la revista Hit Parader lo situó en el primer puesto de los 100 mejores vocalistas del metal de todos los tiempos; Rolling Stone lo posicionó en el lugar 15 de los 100 grandes cantantes de todos los tiempos; la revista Q lo consideró como uno de los artistas del siglo y la organización radial NPR lo nombró como una de las 50 grandes voces en el mundo.

## Biografía

### Niñez y comienzos en la música
Robert Plant nació el 20 de agosto de 1948 en West Bromwich, Staffordshire, en la zona conocida como Black Country. Su padre, Robert C. Plant, era un ingeniero civil que trabajó para la Real Fuerza Aérea Británica durante la Segunda Guerra Mundial, mientras que la familia de su madre, Annie Celia Plant (nacida como Annie Cain), tenía orígenes gitanos. Plant creció en Kidderminster, Worcestershire, y desde pequeño tuvo interés en el canto y el rock and roll: «Cuando era niño solía ocultarme tras las cortinas de la casa en Navidad y trataba de imitar a Elvis. Había un cierto ambiente entre las cortinas y las ventanas francesas, había un cierto sonido para un niño de 10 años. Eso fue todo el ambiente que conseguí a los 10 años... creo». Mientras estudiaba en el King Edward VI Grammar School for Boys de Stourbridge, tenía como pasatiempos: escuchar a los artistas de blues en la radio, coleccionar estampillas y leer sobre la historia de la cultura romano-británica. En 1962 se presentó por primera vez como cantante en una pista de patinaje en el pueblo de Swadlincote, Midlands del Este, y al poco tiempo abandonó sus estudios de contador público para iniciar una carrera en la escena de blues de dicha región inglesa. «A los 16 años me fui de la casa y comencé mi verdadera educación musical, moviéndome de grupo en grupo y ampliando mis conocimientos de blues y otras clases de música que valiera la pena escuchar». Fue así como, inspirado por la música de Willie Dixon y Robert Johnson, debutó como primera voz en el grupo New Memphis Bluebreakers en 1963 y posteriormente integró las agrupaciones Sounds of Blue, Delta Blues Band y Black Snake Moan, en las que ocasionalmente tocaba la guitarra y la armónica.
En 1965 ingresó a Tennessee Teens, que tenía una estrecha relación con el movimiento mod e influencias del rhythm and blues y el soul. Al año siguiente cambiaron su nombre a Listen y en octubre publicaron el sencillo «You'd Better Run» a través de CBS Records, pero debido a su escasa popularidad decidieron separarse a finales de 1966. No obstante, Plant mantuvo su contrato con CBS y en 1967 publicó dos sencillos como solista: «Our Song» y «Long Time Coming». En ese mismo año, entusiasmado con el sonido de los grupos estadounidenses Jefferson Airplane, The Byrds y Moby Grape formó Band of Joy junto con Vernon Pareira (guitarra), Mick Reeves (bajo), Chris Brown (órgano) y Pete Robinson (batería). Sin embargo, su paso por la banda fue de tan solo cuatro meses, ya que el mánager —padre de Chris Brown— afirmaba que Plant no era bueno como cantante. Más tarde el resto de la banda decidió cambiar su nombre a The Good Egg, mientras que Plant fundó una segunda versión de Band of Joy, que tampoco duró demasiado. Luego reformó la agrupación con otros músicos, entre ellos su amigo y baterista John Bonham, pero esta solo duró hasta comienzos de 1968 cuando un contrato de grabación que esperaban no se materializó.

### De Obs-Tweedle a New Yardbirds

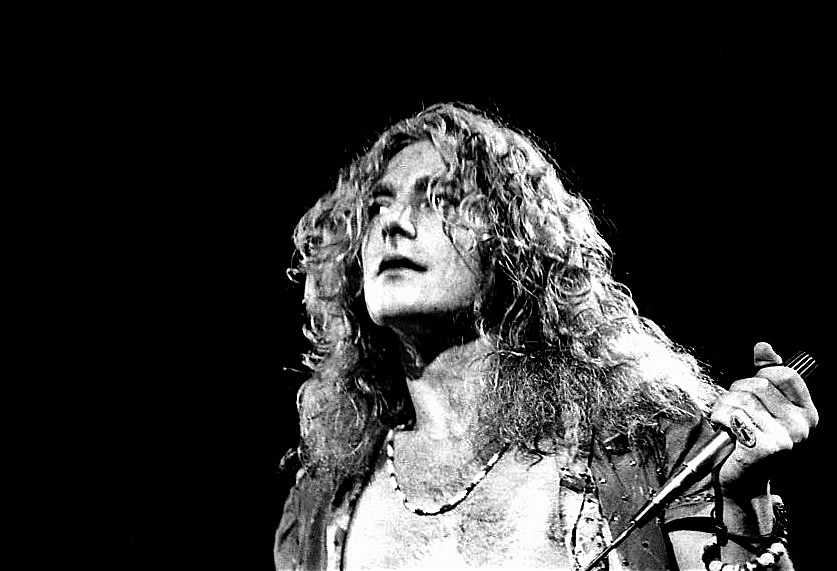
Robert Plant con Led Zeppelin

El 17 de marzo de 1968 Plant junto con su novia Maureen presenciaron un concierto de Answer en el Queen Mary Ballroom de Dudley; impresionado por su música les preguntó si podía unírseles como cantante. Tras aceptar su propuesta, la banda integrada por el guitarrista Mac Bailey, Barry Sargeant en el bajo, el tecladista Bill Bonham —primo de John Bonham— y Richard Brown en la batería, decidió cambiar su nombre a Obs-Tweedle por recomendación del padre de Bill. Esta nueva agrupación realizó giras por varios recintos de Midlands del Este y llegaron a grabar una maqueta el 15 de mayo de 1968.
Por su parte, hacia la misma temporada los integrantes de The Yardbirds pasaban por serias diferencias musicales que condujeron a la salida del vocalista Keith Relf y el baterista Jim McCarty, dejando al guitarrista Jimmy Page y al bajista Chris Dreja con los derechos del nombre. Con la ayuda de Peter Grant, mánager de la banda por aquel entonces, Page se propuso encontrar nuevos músicos y en primera instancia invitó a Terry Reid y B.J. Wilson de Procol Harum, vocalista y baterista respectivamente, pero ambos no estaban disponibles. Con la idea de conseguir un vocalista versátil que pudiera también tocar esporádicamente la guitarra, Page incluso pensó en contratar a Steve Marriott de Small Faces, pero a él no le interesó la propuesta. Al final Reid recomendó a Robert Plant y años más tarde lo recordó de manera irónica: «Telefoneé a Jimmy y me preguntó ¿cómo es ese cantante?. Yo le dije ¿a qué te refieres con que cómo?. Aunque fuera un dios griego, eso no importa. Te estoy hablando de la manera en que canta».
El 12 de julio de 1968 Page junto con Grant y Dreja fueron a ver en vivo a Obs-Tweedle en la Escuela Superior de West Midlands de Bromsgrove, al sur de Birmingham, y quedaron impresionados por su voz luego de escucharlo cantar el tema «Somebody to Love» de Jefferson Airplane. Tras ello, Page lo invitó a realizar una audición y hablar sobre música en su casa: «Cuando lo audicioné y escuché cantar, inmediatamente pensé que había algo raro en su personalidad o que sería imposible trabajar con él, aunque no podía entender la razón. Me contó que había estado cantando por algunos años, pero no tenía todavía un gran nombre. Así que me lo llevé a mi casa por un tiempo, solo para observarlo, y nos llevamos muy bien». En el mismo mes de su contratación, Dreja anunció su salida del proyecto y para sustituirlo Page fichó al bajista John Paul Jones. Por su parte, Plant sugirió a John Bonham como baterista, quien a mediados de septiembre optó por entrar a la banda a pesar de que le ofrecieron menos dinero que otras agrupaciones. Sus primeras presentaciones las realizaron en Escandinavia bajo el nombre de New Yardbirds, en donde tocaron algunas versiones y material propio. Tras ello, Dreja le informó a Page que los derechos de dicho nombre solo abarcaban los conciertos en vivo, así que tuvieron que cambiarlo, dando origen a Led Zeppelin.

### Carrera con Led Zeppelin

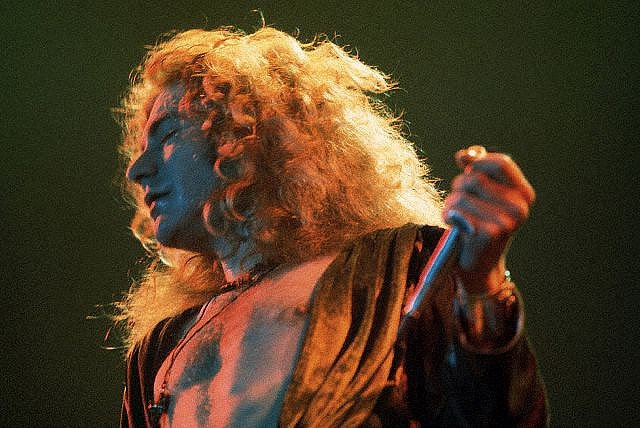
Robert Plant en 1975

En 1969 Led Zeppelin debutó con su álbum homónimo en el que supuestamente Plant colaboró con las letras de las canciones, pero no pudo recibir los créditos correspondientes debido a sus obligaciones contractuales con el sello CBS, aún vigentes. Sobre esta información hay algunas discrepancias entre distintos escritores como Mick Wall, autor de la biografía de Led Zeppelin, When Giants Walked the Earth; incluso Page en una entrevista a la revista Mojo mencionó: «Lo más importante de Led Zeppelin II es que hasta ese momento yo había aportado las letras. Robert no había escrito antes y le costó mucho hacerlo, lo que me parecía gracioso. Así, en este segundo disco, primero escribió las letras de «Thank You», porque me contó que quería tener una participación en ella para dedicársela a su esposa». A pesar de la controversia sobre su participación en las letras del primer álbum, Plant contribuyó como letrista en todas las siguientes producciones del grupo, a menudo con un toque místico, filosófico y espiritual, con claras alusiones a la mitología y la literatura.
Influido por el escritor J. R. R. Tolkien, algunas de las letras de temas como «The Battle of Evermore», «Misty Mountain Hop», «Ramble On», «Bron-Y-Aur Stomp» y «Over the Hills and Far Away» incluyen claras referencias a las obras El Señor de los Anillos y El hobbit. Por su parte, de acuerdo con el crítico Steve Turner, sus constantes viajes a la región de Snowdonia en Gales fueron las principales fuentes de su posterior estudio de la mitología galesa y la nórdica, como también del Libro negro de Carmarthen y el Libro de Taliesin. Turner sugiere que todas estas experiencias sirvieron de base para que también hiciera mención de estos temas en varias canciones, entre ellas «Stairway to Heaven», escrita precisamente en Gales. A su vez, su pasión por explorar e incluir nuevos sonidos como la música folclórica, lo llevó a Marrakesh en 1970 para conocer a la cantante egipcia Umm Kalzum. En una entrevista a The Independent él recordó: «Al principio me intrigaban las escalas y, obviamente, su trabajo vocal. La forma en que cantaba, la forma en que podía sostener una nota, se podía sentir la tensión. Podría decirse que todos, toda la orquesta, sostendría la misma nota hasta que ella la cambiara».

Símbolo de Robert Plant empleado en la portada de Led Zeppelin IV

Además de fungir como vocalista, letrista y tocar la pandereta ocasionalmente, Plant ejecutó otros instrumentos durante su etapa con Led Zeppelin. Por ejemplo, tocó la armónica solo en siete canciones («You Shook Me», «When the Levee Breaks», «Nobody's Fault But Mine», «Custard Pie», «Bring It On Home», «Black Country Woman» y «Poor Tom») y en la primera etapa con la banda interpretó el bajo, aunque una sola vez (1968). También tocó la guitarra en cuatro canciones; a pesar de que él no ha nombrado cuales fueron, se rumora que podrían haber sido «Going to California», «The Battle of Evermore», «Black Country Woman» y «Boogie with Stu». Durante los años 1970 disfrutó de un gran éxito con Led Zeppelin y desarrolló una imagen propia y reconocible, similar a sus homólogos Roger Daltrey de The Who, Mick Jagger de The Rolling Stones o Jim Morrison de The Doors. Su desempeño en escena era particularmente activo: saltaba, aplaudía, chasqueaba sus dedos y realizaba movimientos enfáticos en cada pausa o toque de platillos, como echar la cabeza hacia atrás o colocar sus manos sobre su cadera. Sumado a su cabello rizado, su pecho al descubierto, el uso de accesorios como joyas o pulseras y su vestimenta colorida, generaron una de las imágenes más icónicas de la historia del rock.
A pesar de que la popularidad y el éxito comercial iba al alza, algunos problemas personales y otras situaciones adversas redujeron considerablemente las actividades de la banda en la segunda mitad de la década. Una de ellas fue un grave accidente automovilístico que sufrieron Plant y su esposa Maureen en agosto de 1975 mientras vacacionaban en la isla griega de Rodas, en donde él se fracturó un tobillo y ella tuvo que recibir una transfusión de sangre para mantenerse con vida. La banda tuvo que cancelar todos sus compromisos y se mantuvieron alejados de la escena musical por varios meses para facilitar su recuperación. En ese receso aprovecharon para escribir el material del disco Presence, pero las heridas que aún aquejaban a Plant obligaron a Led Zeppelin a no salir de gira en 1976. Más tarde, el 1 de abril de 1977, iniciaron una nueva gira por los Estados Unidos que contemplaba presentaciones hasta el 13 de agosto. Sin embargo, el 26 de julio mientras estaban en un hotel en el Barrio Francés de Nueva Orleans, Plant recibió la noticia de que su hijo Karac de tan solo cinco años de edad había fallecido por un letal virus en su estómago. Inmediatamente el resto del tour se canceló, lo que dio lugar a la especulación mediática sobre el futuro de la agrupación. Por otro lado, después de dos presentaciones en el Knebworth Festival en 1979 y una corta gira por Europa en 1980, la repentina muerte de John Bonham el 25 de septiembre de 1980 llevó a la banda a cancelar los planes de un nuevo tour por los Estados Unidos. Posteriormente, el 4 de diciembre del mismo año, mediante un comunicado de prensa Led Zeppelin anunció su separación definitiva.

### Carrera solista

#### Los primeros años

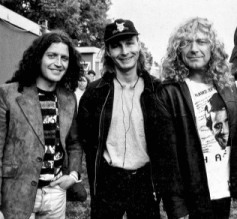
Plant y Phil Johnstone entre bambalinas del Festival de Glastonbury en 1993

Luego de la separación de Led Zeppelin Plant optó por regresar a sus inicios en el blues y rhythm and blues con la agrupación The Honeydrippers, fundada en 1981 y llamada así por el sobrenombre del cantante estadounidense de blues Roosevelt Sykes. Entre sus músicos se encontraba el guitarrista inglés Robbie Blunt, que junto con el baterista Phil Collins lo alentaron para que iniciase su posterior carrera como solista. Así es como en junio de 1982 debutó con Pictures at Eleven, que además de la colaboración de Blunt y Collins contó con Cozy Powell en la batería, Jezz Woodroffe en los teclados, Paul Martínez en el bajo y Raphael Ravenscroft en el saxofón. Su álbum debut logró muy buenas posiciones en las listas anglosajonas, por ejemplo en el Reino Unido alcanzó el puesto 2 en los UK Albums Chart, llegó hasta la quinta posición en el conteo Billboard 200 de los Estados Unidos y se situó en el primer lugar en el Top Albums de RPM de Canadá. Un éxito similar alcanzó su segundo disco The Principle of Moments (1983), de cuyas canciones destacaron «Big Log» que se convirtió en su primer top 20 en la lista de sencillos de los Estados Unidos, y «Other Arms», que llegó ser su primer número uno en los Mainstream Rock Tracks también del país norteamericano.
En 1984 realizó un alto en su carrera solista para grabar un EP con The Honeydrippers llamado The Honeydrippers: Volume One, que incluyó cinco versiones de artistas de rhythm and blues de los años 1950 y 1960. La producción obtuvo una positiva recepción en los Estados Unidos (quinta posición en los Billboard 200) y Canadá (primer lugar en el Top Albums de RPM), pero no así en el Reino Unido, donde solo llegó hasta la posición 56. En su grabación participaron varios músicos entre ellos Jeff Beck, quien tocó la guitarra en «I Got a Woman» y «Rockin' at Midnight» y su excompañero en Led Zeppelin Jimmy Page, que cumplió la misma labor en las canciones «Sea of Love» y «I Get a Thrill». En cuanto a su promoción, se publicaron como sencillos los temas «Rockin' at Midnight» y «Sea of Love», siendo este último el más exitoso en las listas estadounidenses, ya que alcanzó el puesto 3 en los Billboard Hot 100 y la cima en el conteo Adult Contemporary. Luego de una pequeña gira con la agrupación a principios de 1985, Plant decidió continuar con su carrera solista con el lanzamiento de Shaken 'n' Stirred (1985), que incluyó gran uso de teclados y sintetizadores típicos del new wave y cuyas ventas resultaron bastante pobres en relación con sus anteriores trabajos. Este nuevo énfasis en los teclados generó un deterioro en la relación laboral entre Plant y Blunt, que derivó en su posterior salida de la banda a finales de 1985.
El 15 de marzo de 1986 fue uno de los invitados al concierto benéfico Heart Beat 86, creado por el músico Bev Bevan con el objetivo de recaudar dinero para el Hospital de Niños de Birmingham. En dicha presentación, la cual fue televisada y posteriormente editada en DVD, tuvo como banda de apoyo a Big Town Playboys. Después se mantuvo alejado de la escena musical hasta 1988, cuando publicó su cuarto álbum de estudio Now and Zen, que se grabó con una nueva banda conformada por Doug Doyle en la guitarra, Phil Scragg en el bajo, Chris Blackwell en la batería y Phil Johnstone en los teclados. El disco logró una importante notoriedad en los Estados Unidos, ya que alcanzó el puesto 6 en la lista Billboard y en 2001 se certificó con triple disco de platino por la Recording Industry Association of America (RIAA), siendo su álbum más vendido en ese país. En el marco de la correspondiente gira promocional denominada Non Stop Go, el 14 de mayo de 1988 participó en la celebración del 40 aniversario de Atlantic Records, realizado en el Madison Square Garden de Nueva York, ocasión en la que interpretó las canciones «Heaven Knows», «Tall Cool One» y «Ship of Fools». Esa misma noche y como banda de cierre, él junto a Jimmy Page, John Paul Jones y Jason Bonham —hijo del fallecido baterista— se presentaron nuevamente como Led Zeppelin para tocar los temas «Kashmir», «Heartbreaker», «Whole Lotta Love», «Misty Mountain Hop» y «Stairway to Heaven».
En marzo de 1990 se puso a la venta Maniac Nirvana que, a pesar de obtener posiciones inferiores en las listas musicales que su antecesor, logró ser su primer álbum desde The Principles of Moments en lograr una certificación discográfica en su propio país. Por su parte, la canción «Hurting Kind (I've Got My Eyes on You)» se convirtió en su quinto, y por el momento, último sencillo en alcanzar el primer lugar en la lista Mainstream de los Estados Unidos. El 20 de abril de 1992 fue uno de los artistas que se presentaron en el concierto homenaje a Freddie Mercury celebrado en el estadio de Wembley de Londres, en donde interpretó las canciones «Crazy Little Thing Called Love» e «Innuendo» en compañía de Queen. Por aquel mismo tiempo comenzó la composición de las posteriores canciones de su sexto trabajo de estudio Fate of Nations (1993), el cual logró ubicarse en el top 10 de la lista de álbumes de su país, hecho que no obtenía desde The Principle of Moments de 1983. Por su parte, en los Estados Unidos solo llegó hasta la posición 34 del conteo de álbumes, que lo convierte en su primer disco en solitario que no alcanzó a llegar a la lista de los treinta más vendidos en ese país.

#### Etapa en el dúo Page and Plant (1994-1998)

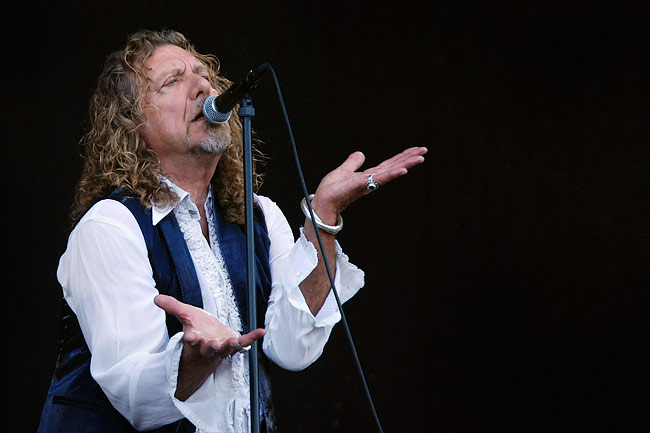
Robert Plant en vivo en el Bonnaroo Music Festival de Mánchester en 2008

A mediados de 1993 el canal MTV comenzó los preparativos para reunir a Plant y a Page, con el objetivo de grabar una producción para MTV Unplugged. Bill Curbishley, productor discográfico y mánager de artistas como The Who, Judas Priest y del propio Plant, tuvo la responsabilidad de encargarse del proyecto, juntar a ambos músicos e iniciar la producción del evento. En 2004, Page comentó al respecto: «Íbamos a tocar en Japón con David, la única vez que tocamos en vivo, cuando el mánager de Robert me llamó para que fuese a verlo a Boston. Robert me dijo que había recibido una invitación de MTV para hacer un unplugged y estaban interesados en hacerlo conmigo, así que le dije está bien. Nos dieron la oportunidad de revisar algunas canciones —de Led Zeppelin— y usarlas en un marco muy diferente». En abril de 1994, este nuevo proyecto, bajo el sencillo nombre de Page & Plant, dio una serie de presentaciones por Inglaterra, Gales y Marruecos, en las que les acompañó el bajista Charlie Jones y el baterista Michael Lee, así como varios intérpretes de la música egipcia y marroquí. Durante dichos conciertos se grabó el álbum acústico No Quarter: Jimmy Page and Robert Plant Unledded, que alcanzó el puesto 4 en la lista Billboard estadounidense y la séptima posición en la inglesa. El éxito del disco permitió extender la gira hasta 1995 y los impulsó para grabar un posterior álbum de estudio. Tres años después salió al mercado Walking into Clarksdale de cuyas canciones destacó su primer sencillo «Most High», que obtuvo el primer lugar en la lista Mainstream de los Estados Unidos y en 1999 ganó el premio Grammy a la mejor interpretación de hard rock. Tras el lanzamiento de su único álbum de estudio ambos músicos decidieron terminar el proyecto a finales de 1998; según Plant fue una decisión mutua, pero por su parte quería regresar a los pequeños clubes y sentir el impulso más íntimo de la música.

#### Finales de la década de 1990: Priory of Brion
A finales de 1997, junto con el guitarrista Kevyn Grammond —amigo y antiguo miembro de Band of Joy— y algunos estudiantes de la Facultad de Artes de la Universidad de Kidderminster, formó la banda Priory of Brion. Su primer espectáculo se celebró en el club de tenis Bewdley en 1997, pero no es hasta julio de 1999 que realizaron una gira por pequeños clubes ingleses, la que posteriormente se extendió por Noruega, Irlanda y algunos festivales de Europa continental, y culminó días antes de la Navidad de 2000 en Wolverhampton. A pesar de que en el verano boreal de 2000 entraron a un estudio de grabación, más tarde Plant contó que no esperaban editar un disco. Por aquella temporada, además, grabó una versión de «Little Hands» para el álbum tributo More Oar: A Tribute to the Skip Spence Album (1999), como homenaje al fallecido cofundador de Moby Grape, Skip Spence. Dos años más tarde fue uno de los participantes en el disco Volume 3: Further in Time de la banda de etno electrónica Afro Celt Sound System, colaborando con su voz en el tema «Life Begin Again».

#### Strange Sensation (2001-2007)

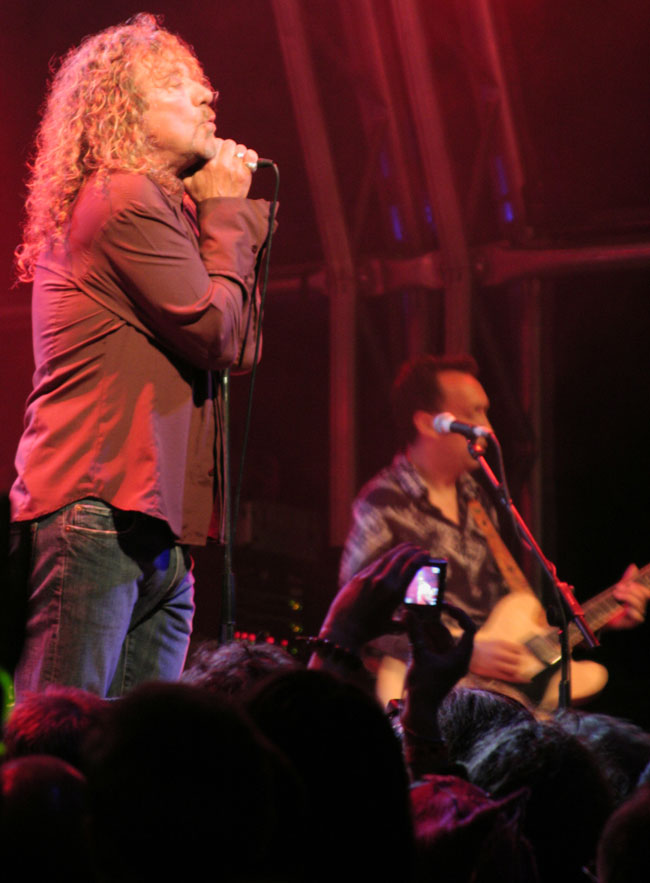
Robert Plant y Strange Sensation en vivo en el festival The Green Man en agosto de 2007

Al terminar la pequeña gira de Priory of Brion en 2001 fundó la agrupación Robert Plant and his Strange Sensations, que al poco tiempo se renombró Strange Sensation. Con esta nueva banda de apoyo en 2002 publicó Dreamland, su primer disco de estudio solista en casi diez años, que de acuerdo con el crítico Stephen Thomas Erlewine de Allmusic es «uno de sus mejores trabajos y cuyo sonido es una mezcla de música folk, worldbeat, rock, blues y con un experimentalismo basado en el pasado». A pesar de que su séptima producción obtuvo un relativo éxito en su propio país (puesto 20 en los UK Albums Chart) y en los Estados Unidos (lugar 40 en los Billboard 200), recibió críticas positivas de la prensa especializada a tal punto que obtuvo una nominación a los premios Grammy en la categoría mejor álbum rock, mientras que su principal sencillo «Darkness, Darkness» compitió en la de mejor interpretación vocal de rock masculina. El 25 de abril de 2005 se publicó su segundo y último trabajo de estudio con Strange Sensation, Mighty ReArranger, que llegó al puesto 4 de la lista semanal de álbumes del Reino Unido, siendo su primer disco desde Pictures at Eleven (1982) en entrar en los top 5 de dicho conteo. Al igual que su antecesor, en 2006 fue nominado en dos categorías de los premios Grammy; a la mejor interpretación vocal de rock solista por «Shine It All Around» y a la mejor interpretación de hard rock por «Tin Pan Valley». El 23 de junio de 2006 junto con la banda de Ian Hunter lideró el evento benéfico We're Doing It for Love, realizado con el objetivo de reunir dinero para el cantante y compositor Arthur Lee de la banda Love, que por ese entonces sufría de leucemia. El show se realizó en el Beacon Theatre de Nueva York, donde tocaron algunas canciones de Led Zepellin y Love, y algunas versiones de otros artistas. Por su parte, en 2007 colaboró en el álbum tributo a Fats Domino denominado Goin' Home: A Tribute to Fats Domino en la canción «It Keeps Rainin'» junto a Lil' Band O Gold y en la versión góspel de «Valley of Tears» junto con la agrupación sudafricana Soweto Gospel Choir.

#### Colaboración con Alison Krauss:Raising Sand

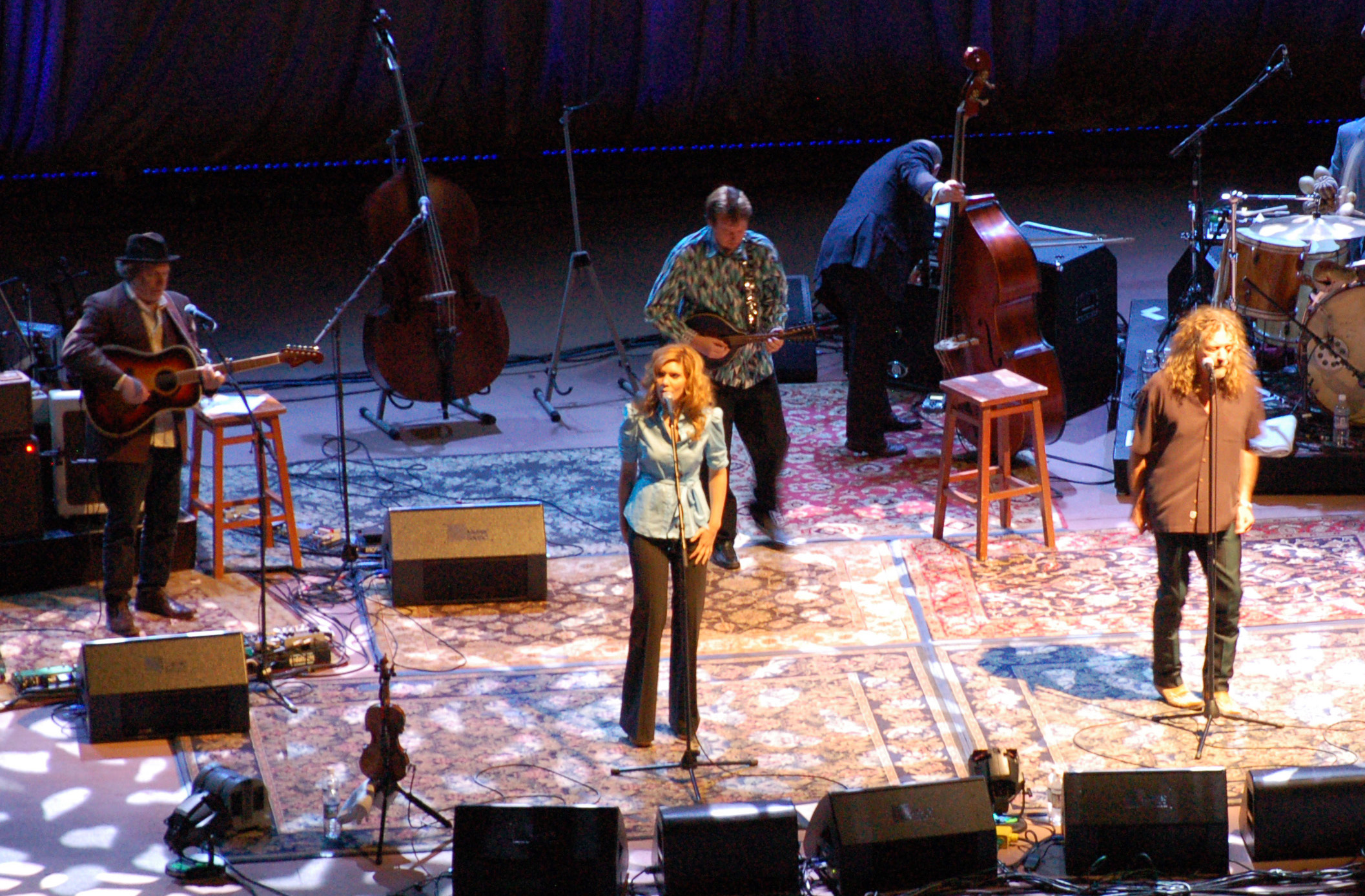
Robert Plant y Alison Krauss en vivo en Denver (2007)

En 2007 puso término a Strange Sensation para iniciar una colaboración con la cantante estadounidense de bluegrass-country Alison Krauss, cuya idea surgió algunos años atrás cuando ambos se reunieron en un concierto tributo a Leadbelly, auspiciado por el Salón de la Fama del Rock and Roll. Con la ayuda del guitarrista y productor T-Bone Burnett escogieron las distintas canciones que se incluirían en el álbum, las cuales pertenecían a distintos artistas de blues rock, rhythm and blues, country y americana de las décadas 1950 a 1970. Finalmente, en octubre del mismo año se puso a la venta Raising Sand que alcanzó el puesto 2 tanto en el Reino Unido como en los Estados Unidos, la posición más alta para ambos músicos en las respectivas listas musicales hasta entonces. El álbum recibió positivas reseñas de la prensa especializada, con un puntaje de 87 sobre 100 en la página Metacritic, a partir de veinte críticas profesionales. Además, consiguió un importante éxito comercial con discos de oro y platino en el Reino Unido, Estados Unidos, y Canadá, entre otros países, inclusive en 2010 la Federación Internacional de la Industria Fonográfica (IFPI) le otorgó un Platinum Europe Award por vender más de un millón de copias en Europa.
El disco les permitió ganar los seis premios Grammy a los que fue nominado; mejor colaboración vocal de pop por «Gone, Gone, Gone (Done Moved On)» en 2008 y álbum del año; mejor álbum de folk contemporáneo; mejor grabación del año (por «Please Read the Letter»); mejor colaboración vocal de pop (por «Rich Woman») y mejor colaboración vocal country (por «Killing the Blues») en 2009. El suceso del álbum los motivó a comenzar las grabaciones de un nuevo álbum en 2009, pero en una entrevista del año siguiente Plant afirmó que esas sesiones nunca llegaron a apasionarle.

#### Band of Joy (2010-2011)

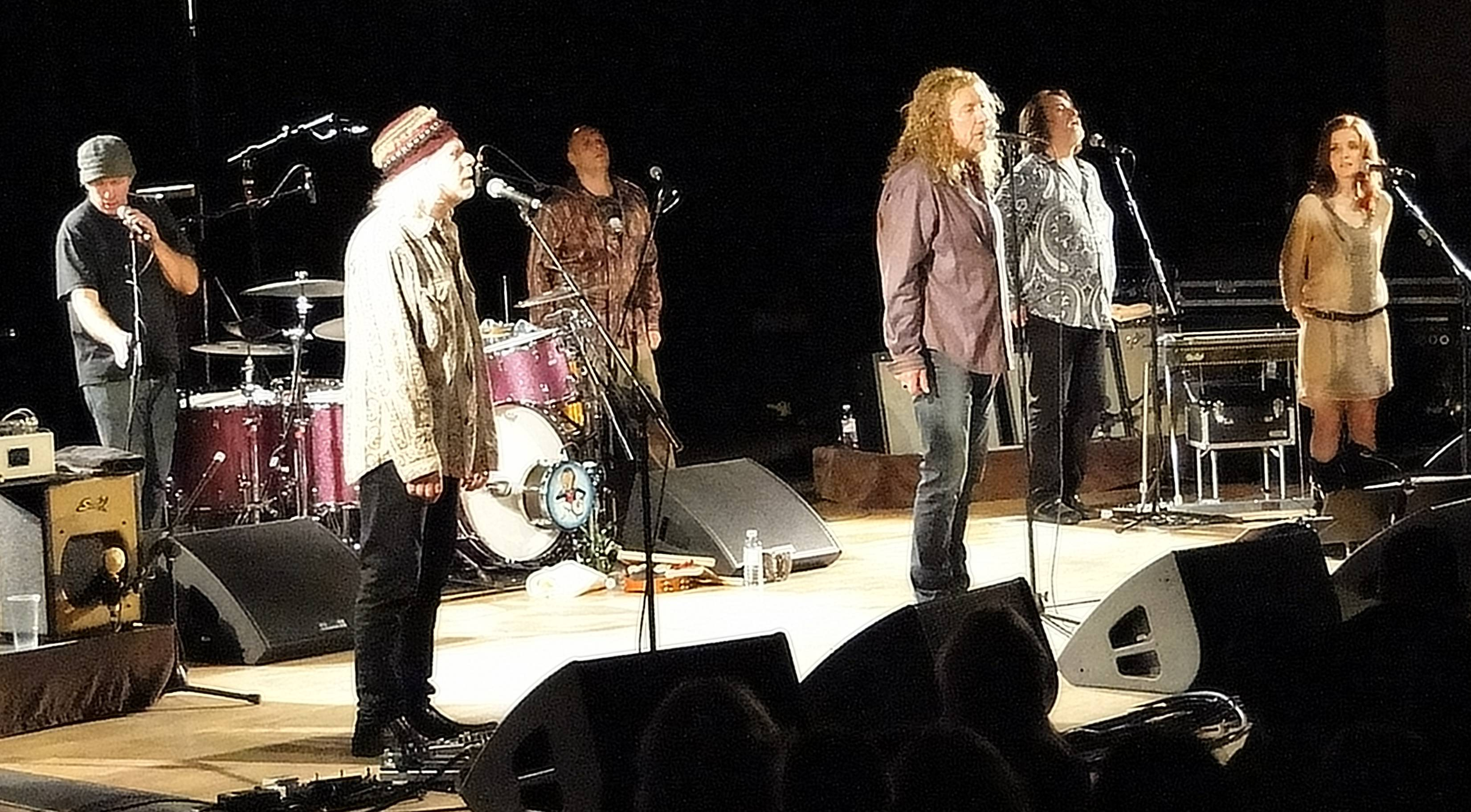
Band of Joy en vivo en Birmingham en octubre de 2010

En marzo de 2010 Plant anunció una gira de doce conciertos por los Estados Unidos con la banda Band of Joy, nombre que tomó de la agrupación que tuvo antes de ingresar a Led Zeppelin y que según su propio comunicado «... tiene poco en común con Led Zeppelin o incluso con la original Band of Joy». Además de las fechas anunciadas también comunicó que a fines de año existían planes de grabar un disco y extender la gira, pero no se precisó si sería un nuevo álbum como solista o la banda participaría en la composición de las eventuales nuevas canciones. Finalmente, en septiembre de 2010 el sexteto integrado por Plant y Patty Griffin (voz y coros), Buddy Miller (guitarra), Darrell Scott (multiinstrumentista), Byron House (bajo) y Marco Giovino (batería) publicó su álbum homónimo que incluyó versiones de otros artistas como por ejemplo Los Lobos, Low y Richard and Linda Thompson. La producción logró un positivo éxito, ya que ingresó en los top 10 de las listas británica y estadounidense por ejemplo, y obtuvo una nominación al premio Grammy en la categoría mejor álbum de americana, mientras que Plant recibió otra por mejor interpretación vocal de rock solista por la canción «Silver Rider». Luego de una serie de presentaciones por Europa y Norteamérica durante trece meses, la banda dio un concierto que anunció como el último el 7 de agosto de 2011 en el festival The Big Chili de Eastnor, cerca de Herefordshire. No obstante, el 30 de septiembre del mismo año fueron invitados al festival Hardly Strictly Bluegrass de San Francisco, siendo en definitiva el último concierto de Band of Joy.

#### Sensational Space Shifters (2012-2019)

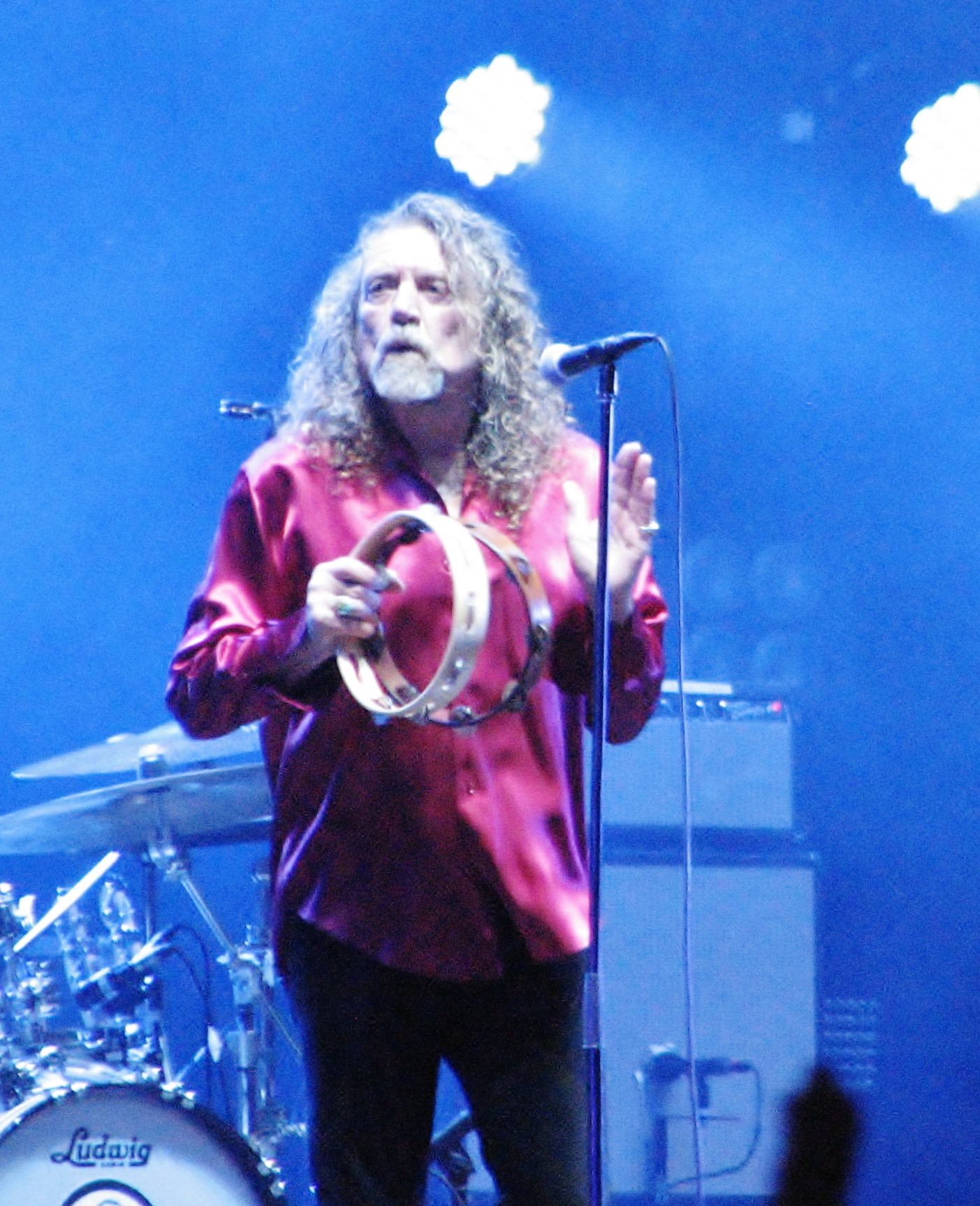
Robert Plant en 2015

A principios de mayo de 2012 se anunció una serie de presentaciones en vivo con un nuevo proyecto musical denominado Sensational Space Shifters, que él consideró como la banda que «extrae inspiración de la música nativa de Misisipi, Apalaches, Gambia, Brístol y de las estribaciones de Wolverhampton». El primer concierto de la agrupación se dio en el Guildhall de Gloucester el 8 de mayo, mientras que su primera presentación de importancia se realizó el 29 de julio en el festival WOMAD de Wiltshire en Inglaterra. El 12 de julio del mismo año la banda integrada por Plant, Justin Adams y Liam Tyson (guitarra), Billy Fuller (bajo), John Baggott (teclados) —exintegrantes de Strange Sensation— Dave Smith (batería), el multiinstrumentista gambiano Juldeh Camara y con la participación especial de Patty Griffin, se presentó en el HVM Forum de Londres el cual fue escogido para grabar el álbum en vivo Sensational Space Shifters (Live in London July '12), que se puso a la venta en el mismo mes.
El 8 de septiembre de 2014 salió a la venta el primer disco grabado con la agrupación, Lullaby and...The Ceaseless Roar, que recibió positivas reseñas de la prensa especializada; entre ellas obtuvo un puntaje de 81 sobre 100 en la página Metacritic, a partir de veinticuatro críticas profesionales. Su décima producción de estudio llegó hasta el puesto 10 de la lista Billboard estadounidense y se situó en el segundo lugar de los más vendidos del Reino Unido, posición que no obtenía en ese país desde su disco debut. El 25 de septiembre del mismo año comenzó la gira promocional del disco, que les permitió tocar en los Estados Unidos, Canadá, Reino Unido e Irlanda, siendo el último concierto de 2014 en Llandudno, Gales, el 27 de noviembre. Con motivos de la celebración del Record Store Day, el 18 de abril de 2015 se publicó una edición limitada de 10 000 copias del EP More Roar, que incluyó las versiones en vivo de «Turn It Up» y «Arbaden» en el lado A, y un popurrí de «Poor Howard» y «Whole Lotta Love» en el B.
Durante 2015 siguió promocionando su décimo álbum, primero en marzo con varias presentaciones por Sudamérica y desde mayo hasta septiembre dio treinta y seis conciertos por Europa y Norteamérica. En el concierto del 18 de septiembre dado en el Hammerstein Ballroom de Nueva York, Plant insinuó la posible grabación de un nuevo álbum afirmando al público: «vamos a hacer otro disco y volveremos a verlos de nuevo». Más tarde, el 11 de enero de 2016 anunció que empezaron a grabar un nuevo álbum con Sensational Space Shifters y además confirmó nuevos conciertos por los Estados Unidos para marzo, los que posteriormente se extendieron por Europa. Finalmente, en agosto de 2017 anunció a la BBC que el 13 de octubre del mismo año saldría a la venta su nuevo álbum de estudio llamado Carry Fire y además, presentó su primer sencillo promocional «The May Queen». En un poco más de un año, la BPI le confirió un disco de plata luego de superar las 60 000 unidades vendidas en el Reino Unido.

#### Primera etapa con Saving Grace y segunda colaboración con Alison Krauss (2019-2024)

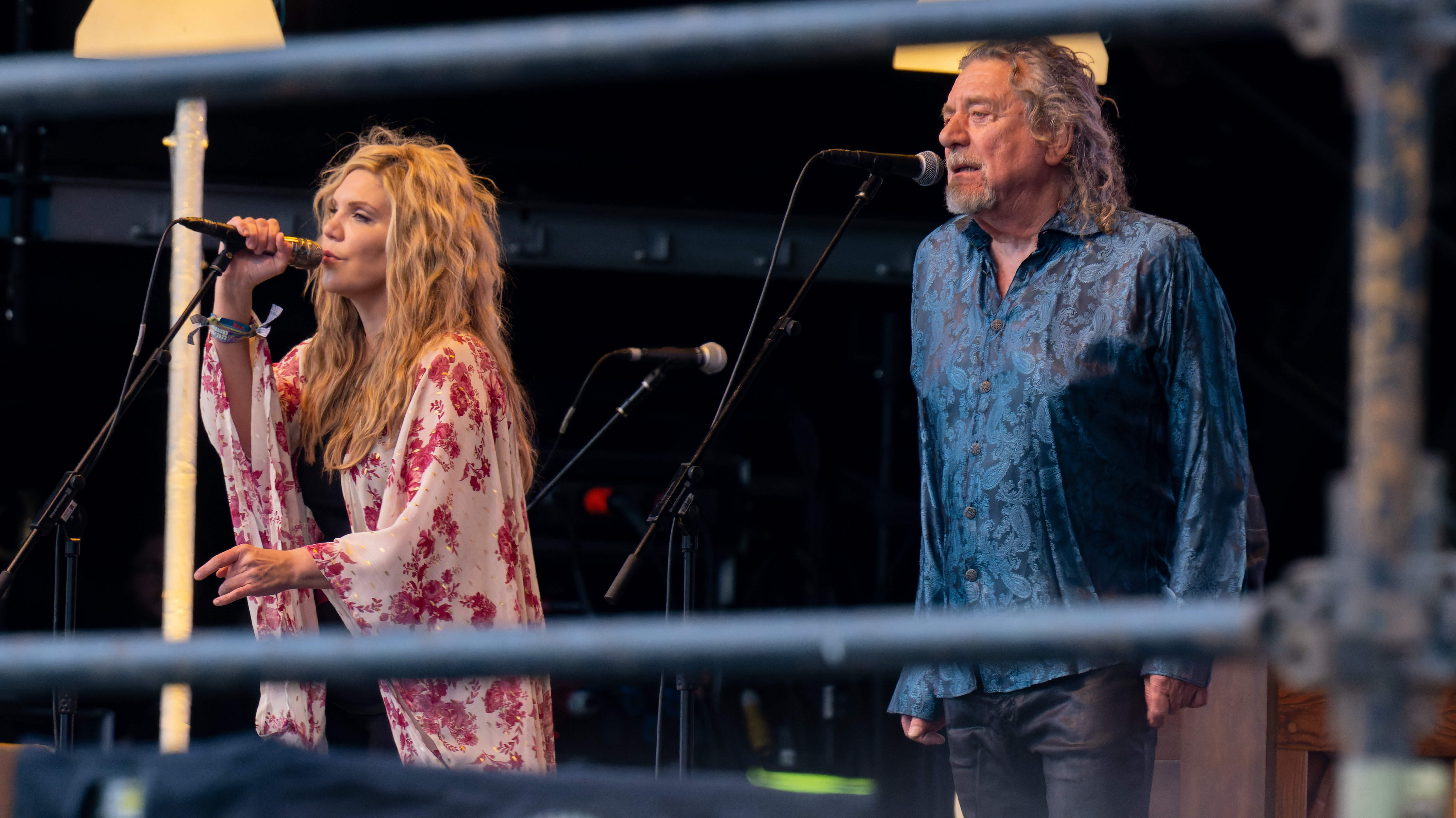
Robert Plant y Alison Krauss en vivo en el festival de Glastonbury de 2022

Luego de la gira promocional de Carry Fire, en 2019 fundó la agrupación acústica Saving Grace junto con Suzy Dian (voz), Tony Kelsey (guitarra y mandolina), Matt Worley (banjo y guitarra) y Oli Jefferson (percusión) para tocar únicamente en tres presentaciones en el Reino Unido. En marzo de 2020 se anunció la primera gira estadounidense de la banda para el mes de mayo. No obstante, debido a las restricciones de las autoridades para combatir la pandemia de COVID-19 se vio obligado a cancelar dichas presentaciones, como también las de junio, julio y agosto de 2021 por el Reino Unido.
Por aquel mismo tiempo, medios como BBC y Uncut revelaron que él y Alison Krauss estaban trabajando en un nuevo álbum colaborativo. En agosto se anunció su título, Raise the Roof, el cual salió a la venta en noviembre de 2021. Alcanzó buenas posiciones en las listas europeas; por ejemplo, llegó a ubicarse entre los diez álbumes más vendidos en Dinamarca, Finlandia, Noruega, Suecia y Suiza. En el Reino Unido obtuvo el puesto 5 en el UK Albums Chart y en febrero de 2022 la BPI les entregó un disco de plata, tras superar las 60 000 unidades vendidas. Al principio, el álbum se promocionó con una gira de conciertos por los Estados Unidos entre junio y julio de 2022, pero después sumó más presentaciones para ese año, como también para 2023 (entre mayo y julio) y 2024 (junio y agosto).

#### Segunda etapa con Saving Grace (2025-presente)
El 16 de julio de 2025 se anunció que Plant publicaría un álbum de estudio con Saving Grace llamado simplemente Saving Grace, cuyas canciones son covers grabados entre abril de 2019 y enero de 2025. Como primer adelanto, salió al mercado una versión de «Everybody's Song» de la banda estadounidense Low y, además, se informó la realización de una gira por los Estados Unidos para la segunda quincena de julio y para noviembre de 2025.

## Actuaciones esporádicas con Led Zeppelin y posible reunión

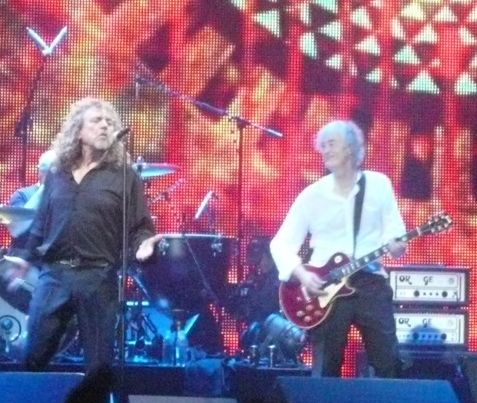
Robert Plant en el escenario con Jimmy Page en 2007

Luego de la disolución de Led Zeppelin oficializada el 4 de diciembre de 1980, Plant ha tocado en distintas presentaciones con Jimmy Page y John Paul Jones en el transcurso de los años, aunque sin concretar una reunión definitiva. La primera de ellas fue en el concierto Live Aid realizado en el Estadio John F. Kennedy de Filadelfia el 13 de julio de 1985, en el que interpretaron las canciones «Rock and Roll», «Whole Lotta Love» y «Stairway to Heaven», con Phil Collins y Tony Thompson (batería) y Paul Martinez (bajo) como artistas invitados. Originalmente, el promotor del evento Bob Geldof quería una presentación de The Honeydrippers, sin embargo, la idea se rechazó luego de que Plant se comunicara con Page. A pesar de la positiva expectación del público y de la prensa, la actuación estuvo marcada por la falta de ensayos con los dos bateristas invitados, los problemas de Page con su guitarra mal entonada, monitores que funcionaron mal y la voz ronca de Plant. Según los propios protagonistas la presentación fue un desastre; Page la nombró «caótica», mientras que Plant la consideró una «atrocidad».
El 14 de mayo de 1988 nuevamente los tres integrantes se reunieron para el concierto de celebración del 40° aniversario de Atlantic Records, ocasión en la que fueron acompañados por Jason Bonham en la batería. Al igual que la presentación de Live Aid de 1985, Plant cuestionó la calidad del mismo considerándolo como «un concierto asqueroso». Siete años después, Led Zeppelin ingresó al Salón de la Fama del Rock and Roll en la que Plant se encontró con sus antiguos compañeros de banda y también con Jason y Zoë Bonham, en representación de su fallecido padre, durante la respectiva ceremonia de inducción. Esa noche tocaron un par de canciones, primero con la participación especial de Bonham y Steven Tyler y Joe Perry de Aerosmith, para más tarde tocar otro tema junto con Neil Young y Michael Lee.
El 10 de diciembre de 2007, la banda nuevamente se reunió para tocar en el concierto homenaje a Ahmet Ertegun acontecido en el The O2 Arena de Londres. La expectativa del evento fue tal, que incluso ingresaron a la edición 2009 del libro Guinness de los récords en la categoría mayor demanda de entradas para un solo concierto musical, cuando llegaron 20 millones de solicitudes para conseguir una de las entradas. La presentación fue elogiada por el público y por la crítica especializada dando origen a una especulación mediática de una posible gira de reunión, sin embargo, en marzo de 2008 se hizo público que Plant rechazó una oferta de 200 millones de dólares para liderar un tour con Led Zeppelin. A pesar de que en mayo de 2008 Plant dejó la puerta abierta para una futura presentación en vivo con la banda y que en agosto del mismo año se anunciara que Page, Jones y Bonham estaban trabajando en un nuevo proyecto como Led Zeppelin. Finalmente, en enero de 2009 todos los planes fueron rechazados luego de que los protagonistas no llegaran a un acuerdo. Más tarde, en julio de 2014 Plant informó que estaba «decepcionado y desconcertado» con Page, cuando el guitarrista dijo que estaba harto con él por retrasar los planes de reunión. Meses después y a modo de respuesta, Page en una entrevista a Uncut dijo que una reunión de Led Zeppelin era imposible porque Plant no tenía ninguna intención de hacerlo y que ya estaba cansado de esos rumores.

## Vida privada

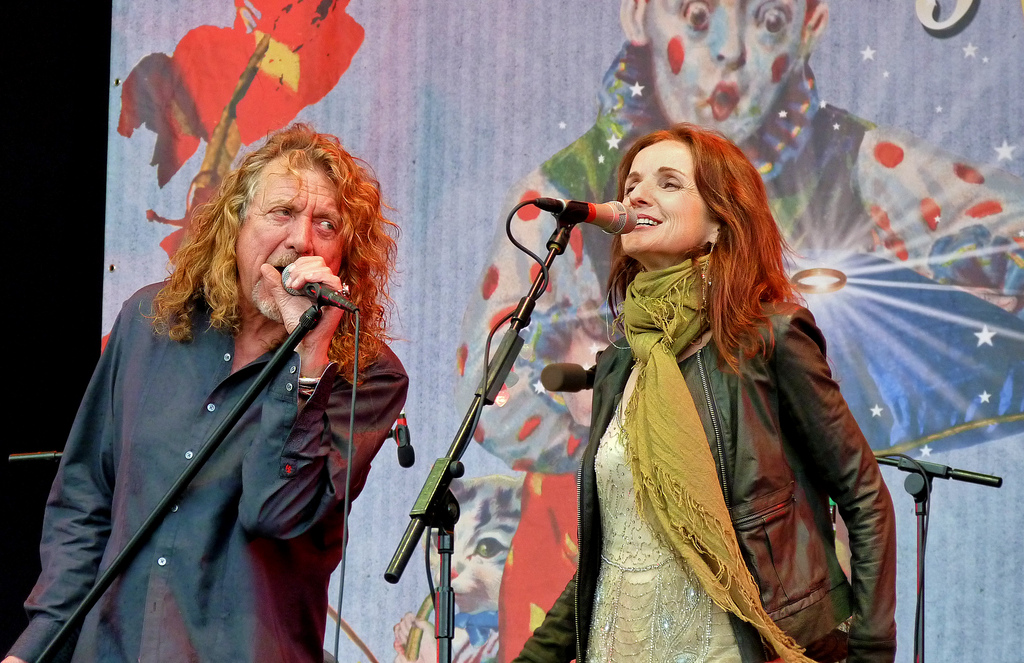
Plant tuvo una relación sentimental con Patty Griffin en los años 2000. En la imagen, ambos músicos en vivo en 2011

En el ámbito amoroso se sabe que Plant estuvo casado con la británica Maureen F. Wilson, hija de un empresario acerero nacida en Calcuta (India), en 1948. Maureen conoció a Plant en 1966, temporada en la que sufría problemas financieros debido a la disolución de Listen y a su salida de la primera alineación de Band of Joy. Por esa razón, ella lo ayudó con sus contratiempos económicos e incluso le consiguió trabajo en la fábrica de acero de su padre en la que se desempeñó por un par de meses. La pareja se casó el 9 de noviembre de 1968 en West Bromwich y tuvieron tres hijos; Carmen Jane (nacida el 21 de noviembre de 1968), Karac Pendragon (nacido el 20 de abril de 1972 y fallecido el 26 de julio de 1977) y Logan Romero (nacido el 21 de enero de 1979). En 1969 durante el proceso de grabación de Led Zeppelin II, Plant escribió la letra del tema «Thank You» para dedicársela a su esposa y que de acuerdo con Jimmy Page fue la primera vez que el cantante componía una canción. Después de quince años de matrimonio finalmente la pareja se divorció en 1983, aunque han mantenido un contacto amistoso con los años. Tras ello, Plant se estableció en una cómoda hacienda y durante los siguientes años tuvo varias novias, entre ellas las cantantes Najma Akhtar, Alannah Myles, Tori Amos y Patty Griffin. Por otra parte, en septiembre de 1991 nació su cuarto hijo Jesse Lee cuyos rumores afirman que su madre es Shirley Wilson, hermana de su exmujer.
En la segunda mitad de la década de 1970 Plant sufrió dos episodios importantes en su vida que casi terminan con la carrera de Led Zeppelin prematuramente. El 4 de agosto de 1975, mientras estaba de vacaciones en la isla griega de Rodas, el mini que conducía Maureen patinó fuera de la carretera aventándose a un barranco y finalmente chocando contra un árbol. La familia resultó con graves heridas; Plant —que era el copiloto— se quebró un tobillo y recibió una serie de heridas, su hija Carmen se quebró una muñeca, Karac solo obtuvo golpes y magulladuras, mientras que Maureen se fracturó la pelvis, el cráneo y una pierna, y tuvo que recibir una transfusión de sangre para mantenerse con vida. En la parte trasera del vehículo iba su cuñada Shirley y la modelo, por aquel entonces novia de Jimmy Page, Charlotte Martin que solo sufrieron golpes y moratones. Como consecuencia del accidente todos los compromisos de la banda fueron cancelados, por un lado él se mantuvo alejado de la escena musical en las Islas del Canal para facilitar su recuperación, mientras que el resto de la familia hizo lo mismo pero en Londres. A finales de 1975 durante las grabaciones del álbum Presence, Plant escribió la letra de «Tea for One» para expresar sus sentimientos sobre lo acontecido, principalmente porque él creyó en primera instancia que su esposa había fallecido.
El 1 de abril de 1977, Led Zeppelin inició una gira por los Estados Unidos que contemplaba varios conciertos hasta el 13 de agosto del mismo año. El 26 de julio, cuando la banda acababa de registrarse en el hotel Maison Dupuy del Barrio Francés de Nueva Orleans, Plant recibió una llamada telefónica de Maureen indicándole que su hijo Karac de tan solo cinco años había fallecido. De acuerdo con el autor Howard Mylett en el libro Led Zeppelin de 1981, Karac murió de camino al Hospital General de Kidderminster el mismo día debido a un letal virus en su estómago, que se presume que fue el mismo que había enfermado a su hermana Carmen una semana antes. Al día siguiente, Plant junto con parte del equipo de la banda viajó al Reino Unido, cancelando en primera instancia el concierto de Nueva Orleans (30 de julio), dos en Chicago (2 y 3 de agosto) y el de Búfalo (6 de agosto), pero a la semana siguiente se optó por cancelar todo el resto del tour. Este hecho dio lugar a la especulación mediática sobre el futuro de la agrupación, ya que él pasó toda la segunda mitad de 1977 y buena parte de 1978 alejado de la música. Años más tarde se supo que él quería dejar el negocio musical y optó por ingresar a una escuela de formación de profesores en 1978 para enseñar el sistema educativo de Rudolf Steiner, pero al final fue John Bonham quien lo convenció de que esa opción no era para él. Cabe señalar que el triste fallecimiento de su hijo lo inspiró para escribir dos canciones a modo de homenaje a lo largo de su carrera musical. La primera de ellas fue «All My Love», coescrita con John Paul Jones para el disco In Through the Out Door (1979) de Led Zeppelin y «I Believe», coescrita con Phil Johnstone para su sexto álbum solista Fate of Nations de 1993.
Robert Plant es fanático de la literatura de J.R.R. Tolkien, incluso algunas de las canciones de Led Zeppelin escritas por él incluyen referencias a las obras del escritor británico. Además, es un estudioso de la mitología galesa, celta y la nórdica, como también del Libro negro de Carmarthen y el Libro de Taliesin, antiguos manuscritos galeses. Su interés por la historia de Gales lo llevó en septiembre de 2004 a donar dinero para la construcción de una escultura de bronce en honor al príncipe galés Owain Glyndŵr, que se exhibe a la afueras de la iglesia de Pennal cerca del pueblo Machynlleth, al noroeste de ese país. Adicionalmente, también se cree que ayudó a financiar una escultura de pizarra del escudo de armas de Glyndŵr que se exhibe en el Museo Celta de Machynlleth.
Por otro lado, se considera asimismo como un amante de la música y un interesado en explorar otros géneros musicales aparte del blues y el rocanrol, los que ha incluido especialmente en los proyectos post-Led Zeppelin como el soul, deep soul, worldbeat, country, música folk, música árabe, americana y la música nativa de Gambia y la de África del Norte. El 15 de marzo de 2022 participó del programa Desert Island Dics de BBC Radio 4, en donde contó parte de sus gustos musicales. Por ejemplo, entre sus canciones favoritas citó «I Ain't Superstitious» de Howlin' Wolf y «Ohio» de Crosby, Stills, Nash & Young, mientras que su musical favorito era «Serenade» (1956) de Mario Lanza.
En otros aspectos, en julio de 2009 fue investido por el príncipe Carlos de Gales como Comendador de la Orden del Imperio Británico por su contribución a la música. Mientras que al mes siguiente fue nombrado vicepresidente del Wolverhampton Wanderers Football Club de Wolverhampton, siendo la tercera persona en tener esa distinción después de Rachel Flint (jugadora de cricket) y Steve Bull (exjugador del club). Por otro lado, en 2013 fue parte de la campaña comunitaria para comprar el recinto musical Bell Inn de Bath a modo de preservarlo, al respecto él mencionó: «Durante los últimos 10 años o más de mis aventuras musicales han sido con amigos de Bristol y Bath, por lo que soy plenamente consciente del Bell, de su legado y su contribución a los músicos y al público de los alrededores». En 2019, lanzó el primer episodio de su podcast Digging Deep, en donde relata detalles sobre su carrera solista y la de Led Zeppelin. Al año siguiente, debido a la contingencia de la pandemia de COVID-19, donó una cifra «generosa» de dinero a través de la plataforma de micromecenazgo Gofundme la que se destinó a una fábrica que hace vestimenta para los hospitales británicos.

## Musicalidad

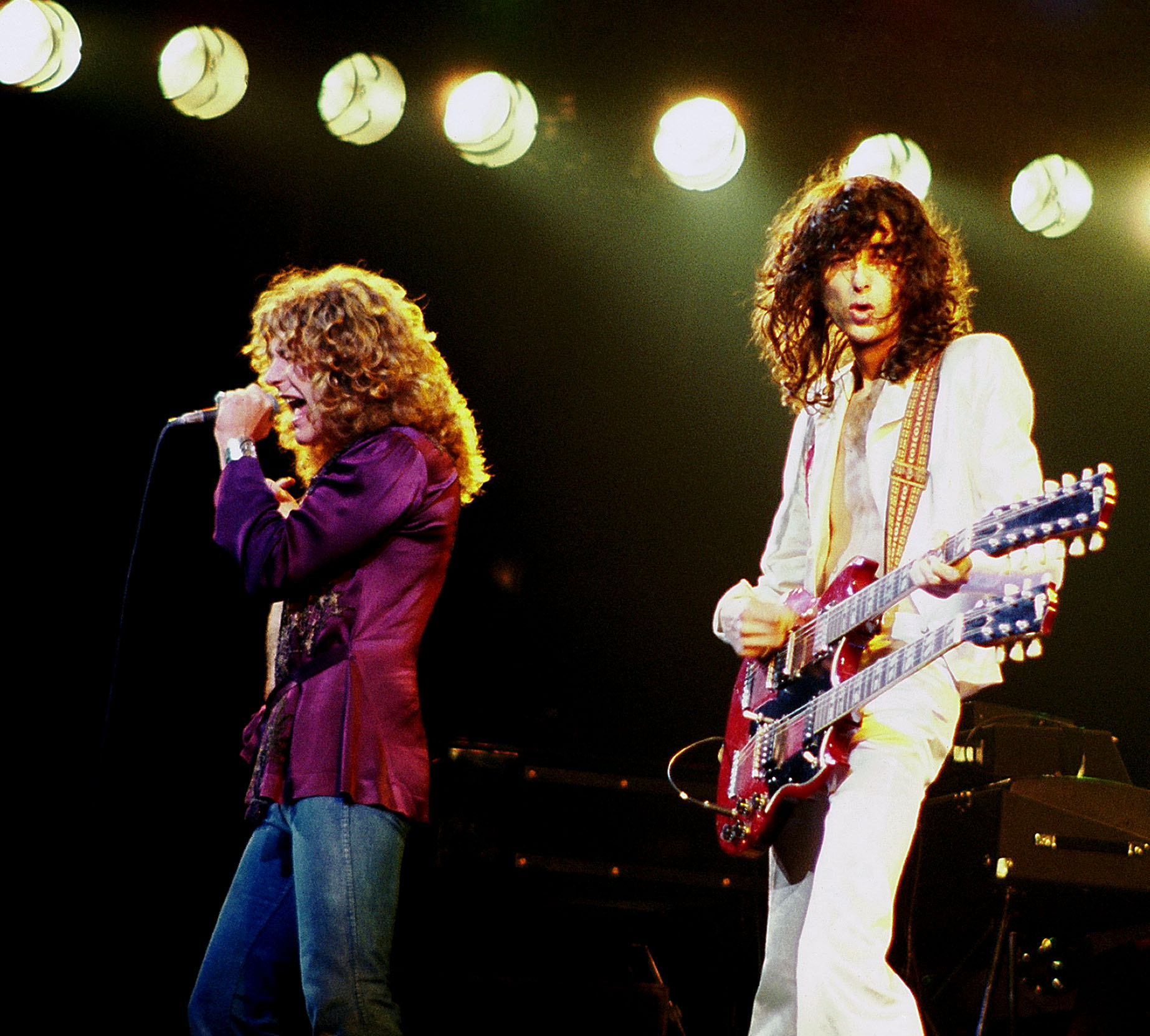
Robert Plant (izquierda) y Jimmy Page (derecha) de Led Zeppelin, en concierto en Chicago, Illinois.

### Influencias
Su interés por la música comenzó desde pequeño con una clara atracción por algunos músicos estadounidenses de blues y de rocanrol. Al respecto en una entrevista mencionó que, al igual que la mayoría de los músicos británicos de su época, él sintió la transcendencia de la música americana. Artistas como Willie Dixon, Robert Johnson, Jefferson Airplane, The Byrds, Moby Grape, Elvis Presley, James Brown, Smokey Robinson y Blind Lemon Jefferson, entre otros, han sido citados como sus principales influencias. Debido a sus gustos musicales era conocido en sus primeros años de carrera en Inglaterra como «The Wild Man of Blues from Black Country»; «el hombre salvaje del blues de Black Country», en español. Robert Plant es considerado como uno de los músicos más importantes e influyentes de la historia, siendo citado como una inspiración e influencia de otros músicos como Freddie Mercury, Axl Rose, Kurt Cobain, Jack White, Jeff Buckley, David Lee Roth, Tori Amos, Geddy Lee, Ann Wilson, Lady Gaga y Rob Halford, entre otros.

### Estilo vocal
Según el propio Plant él nunca entrenó su voz y desarrolló su exageración vocal en Led Zeppelin, basándose en las claves en las que eran escritas las canciones. Asimismo, reconoció que durante la etapa con la banda británica trató de ser coherente con los desafíos que imponía a su voz, pero que ciertas actuaciones vocales eran muy difíciles afirmando que «hubo fracasos gloriosos y hubo momentos magníficos». De acuerdo con la Enciclopedia Británica, Plant exageró el estilo vocal y la paleta expresiva de cantantes de blues como Howlin' Wolf y Muddy Waters y creó el sonido que definió la voz del hard rock y heavy metal como el rango y volumen alto, abundancia de distorsión y un exceso emocional.

## Legado
Varias publicaciones especializadas lo han posicionado en algunas listas de los mejores cantantes de la historia, como por ejemplo la revista Hit Parader que en 2006 lo situó en la primera posición de su listado los 100 mejores vocalistas del metal de todos los tiempos. De igual manera, en 2008 la revista Rolling Stone lo posicionó en el puesto 15 de los 100 grandes cantantes de todos los tiempos, mientras que en 2023 apareció en el lugar 63 de los 200 mejores cantantes de todos los tiempos. La publicación estadounidense Spin lo situó en el tercer lugar de los 50 grandes líderes de rock de todos los tiempos; en 2007 la británica Q lo incluyó en el puesto 8 de su lista los 100 grandes cantantes y dos años más tarde la misma revista lo posicionó como uno de los artistas del siglo. Por su parte, la organización radial estadounidense NPR lo nombró como una de las 50 grandes voces en el mundo y en 2009 fue escogido como la gran voz del rock por votación popular, organizada por la radio británica Planet Rock. Además, ha recibido algunos premios por su contribución a la música, como el benéfico Silver Clef Award en 1990 y el Q Awards en 2009. A su vez, en 2018 la Asociación de Música Americana le otorgó el Americana Music Honors & Awards por «una vida de logros».

## Discografía
| - 1982: Pictures at Eleven - 1983: The Principle of Moments - 1985: Shaken 'n' Stirred - 1988: Now and Zen - 1990: Maniac Nirvana - 1993: Fate of Nations - 2002: Dreamland - 2005: Mighty ReArranger - 2010: Band of Joy - 2014: Lullaby and...The Ceaseless Roar - 2017: Carry Fire | con The Honeydrippers - 1984: The Honeydrippers: Volume One con Page & Plant - 1994: No Quarter: Jimmy Page and Robert Plant Unledded - 1998: Walking into Clarksdale con Alison Krauss - 2008: Raising Sand - 2021: Raise the Roof |